# Psalm 46

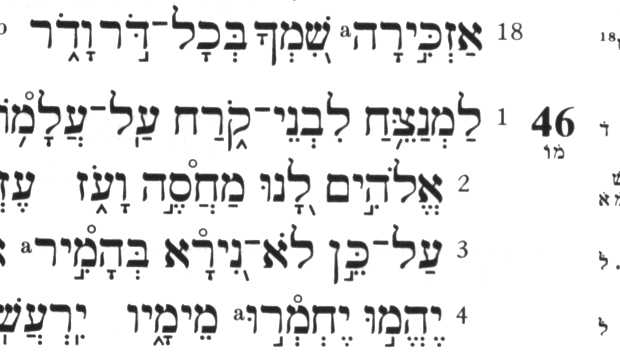
Een fragment uit Psalm 46 in het Hebreeuws

Psalm 46 is een psalm uit Psalmen in de Hebreeuwse Bijbel. Het is een van de vijf psalmen die "Liederen van Sion" worden genoemd. Artistiek wordt de psalm doorgaans als een hymne ingedeeld.
Maarten Luther baseerde zijn lied "Een vaste burcht is onze God" op deze psalm.

## Interpretatie

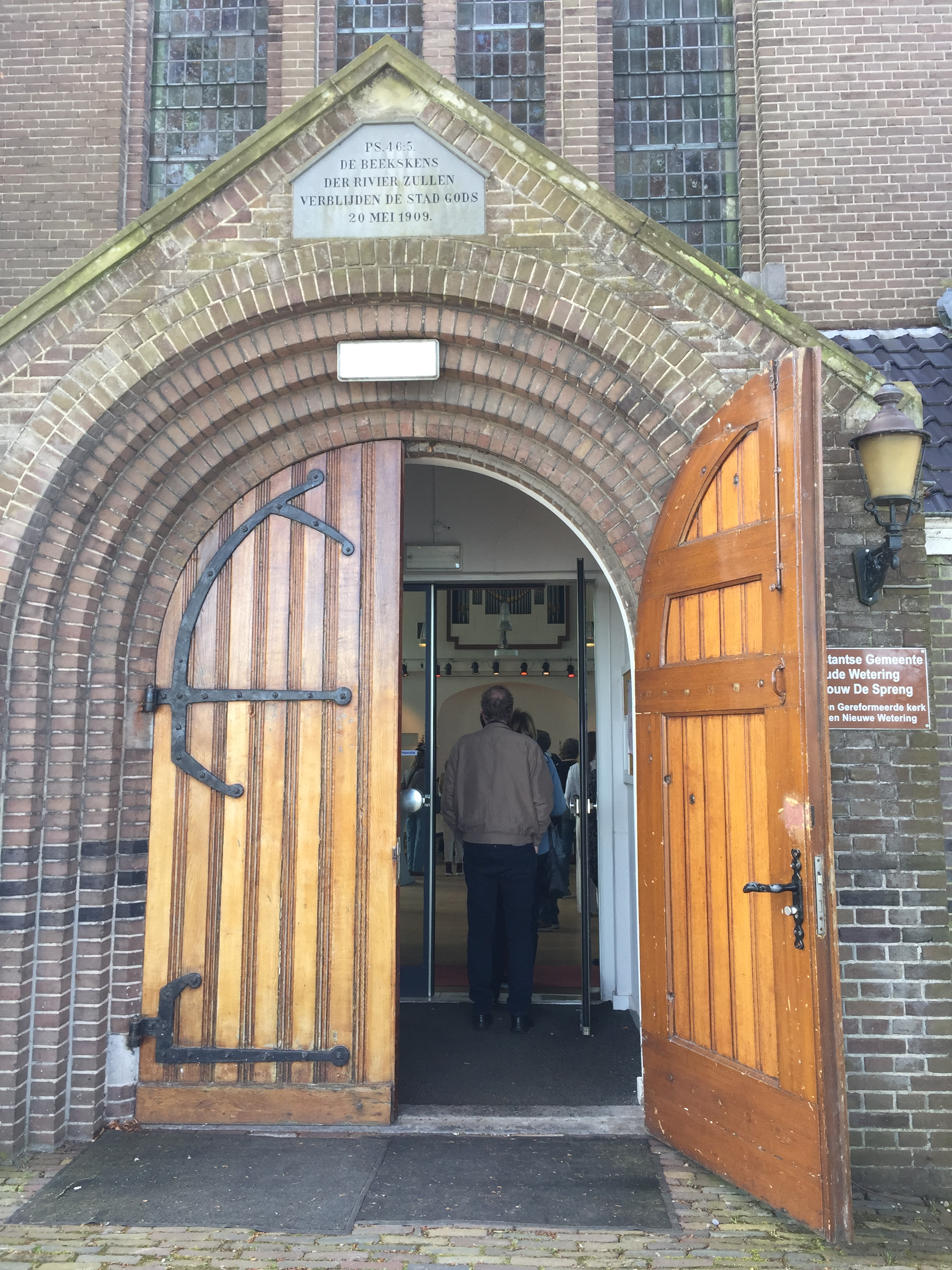
Vers uit Psalm 46 boven de ingang van De Spreng (Oude Wetering)

Men kan de boodschap van de auteur samenvatten als 'Bij God kun je terecht, hij is sterk en een hulp in nood, daarom hoef je niet bang te zijn, wat er ook gebeurt.'

## Indeling
Psalm 46 bestaat uit drie refreinen:
- Refrein 1: vers 1-4
- Refrein 2: vers 5-8
- Refrein 3: vers 9-12

Achter het 4de vers staan niet de woorden "de Heere der heirscharen is met ons; de God van Jakob is ons een Hoog Vertrek". Dat is achter die andere refreinen wel zo.